# Docosia selini
Docosia selini är en tvåvingeart som beskrevs av Olavi Kurina 2006. Docosia selini ingår i släktet Docosia och familjen svampmyggor.
Artens utbredningsområde är Kazakstan. Inga underarter finns listade i Catalogue of Life.